# Filmografia de Scarlett Johansson

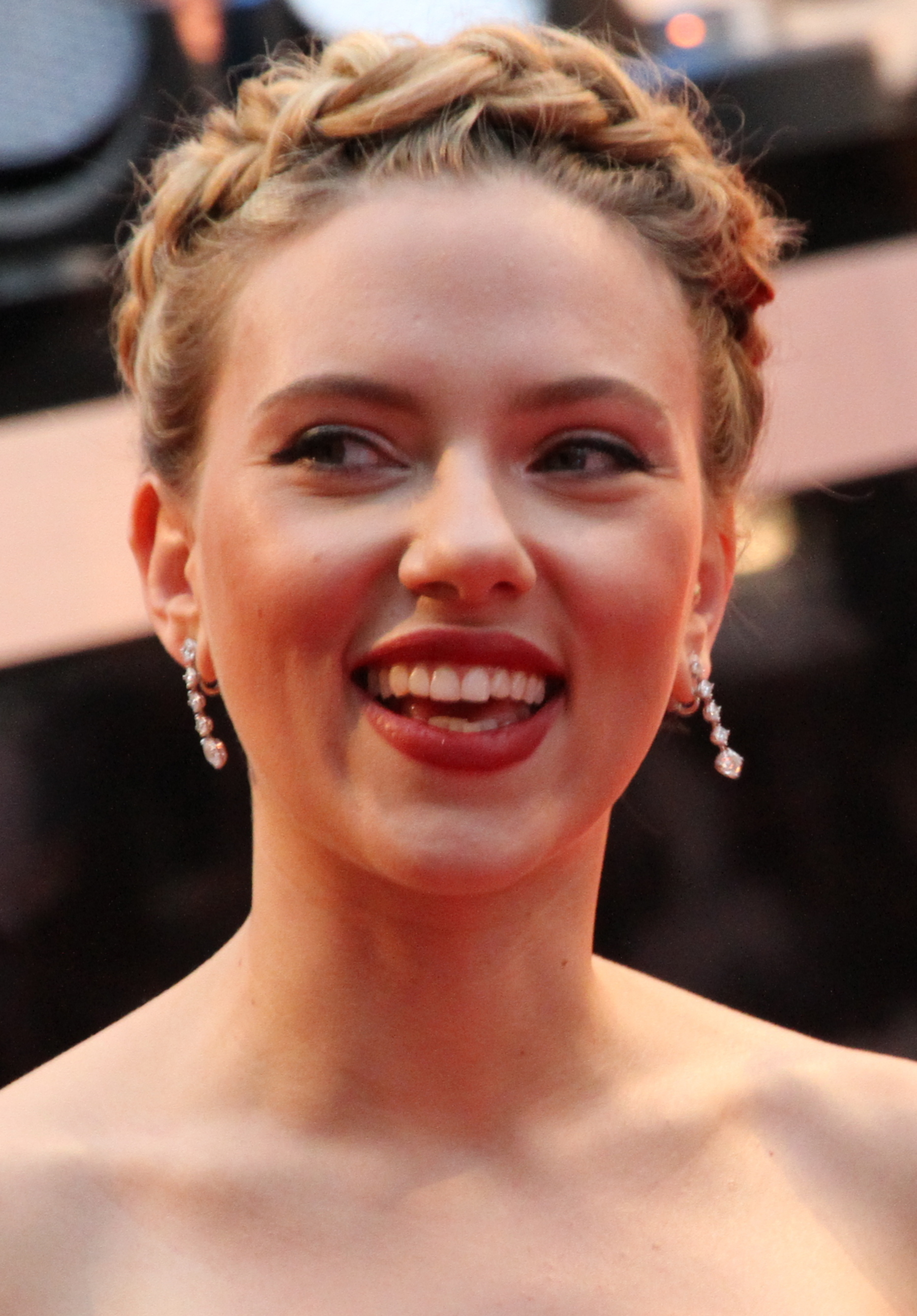
Johansson na Premiere do filme The Avengers, em 2012

Scarlett Ingrid Johansson (Nova Iorque, 22 de novembro de 1984) é uma atriz, cantora e modelo americana de ascendência dinamarquesa e polonesa. Ela fez sua estréia no cinema em North (1994) e mais tarde foi nomeada para o Independent Spirit Award de Melhor Atriz por sua atuação em Manny & Lo (1996), ganhando ainda mais elogios e destaque com papéis em The Horse Whisperer(1998) e Ghost World (2001). Ela mudou para papéis adultos com suas performances em Girl with a Pearl Earring (2003) e Lost in Translation (2003) de Sofia Coppola, pelo qual ela ganhou um prêmio BAFTA de Melhor Atriz em um papel principal; ambos os filmes lhe renderam indicações ao Globo de Ouro.
Um papel em A Love Song for Bobby Long (2004) fez com que Johansson ganhasse sua terceira nomeação ao Globo de Ouro de Melhor Atriz. Ganhou outra indicação ao Globo de Ouro de Melhor Atriz Coadjuvante com seu papel em Match Point (2005), de Woody Allen. Ela passou a estrelar mais dois filmes de Allen: Scoop (2006) e Vicky Cristina Barcelona (2008). Apareceu em outros filmes de sucesso, como The Prestige (2006), de Christopher Nolan, o drama histórico The Other Boleyn Girl (2008) e a comédia romântica conjunta He's Just Not That Into You (2009). Como cantora, Johansson lançou dois álbuns, Anywhere I Lay My Head e Break Up.
Em 2010, alcançou reconhecimento internacional após sua interpretação como Viúva Negra / Natasha Romanoff nos filmes do Universo Cinematográfico Marvel. Por esse papel foi indicada e venceu ao Saturn Awards, People's Choice Awards, Critics' Choice Awards, MTV Movie Awards e Teen Choice Awards. Em 2 de maio de 2012, ela foi homenageada com uma estrela na Calçada da Fama, que foi colocada em frente do Madame Tussauds Hollywood, em Hollywood Boulevard. Johansson é considerada um dos símbolos sexuais femininos modernos de Hollywood, e aparece com frequência nas listas publicadas das mulheres mais sensuais do mundo. Desde fevereiro de 2017, ela é a atriz de maior bilheteria de todos os tempos na América do Norte, e a oitava pessoa em geral, com seus filmes fazendo mais de 3,6 bilhões de dólares.

## Filmografia

### Filmes
| Ano  | Título                              | Papel                                | Diretor(es)                          | Ref.          |
| ---- | ----------------------------------- | ------------------------------------ | ------------------------------------ | ------------- |
| 1994 | North                               | Laura Nelson                         | Rob Reiner                           | [ 6 ]         |
| 1995 | Just Cause                          | Kate Armstrong                       | Arne Glimcher                        | [ 7 ]         |
| 1996 | If Lucy Fell                        | Emily                                | Eric Schaeffer                       | [ 8 ]         |
| 1996 | Manny & Lo                          | Amanda                               | Lisa Krueger                         | [ 9 ]         |
| 1997 | Fall                                | Little Girl                          | Eric Schaeffer                       | [ 10 ]        |
| 1997 | Home Alone 3                        | Molly Pruitt                         | Raja Gosnell                         | [ 11 ]        |
| 1998 | O Encantador de Cavalos             | Grace MacLean                        | Robert Redford                       | [ 12 ]        |
| 1999 | My Brother the Pig                  | Kathy Caldwell                       | Erik Fleming                         | [ 13 ]        |
| 2001 | The Man Who Wasn't There            | Rachael "Birdy" Abundas              | Joel e Ethan Coen                    | [ 14 ]        |
| 2001 | Ghost World                         | Rebecca                              | Terry Zwigoff                        | [ 15 ]        |
| 2001 | An American Rhapsody                | Suzanne Sandor                       | Éva Gárdos                           | [ 16 ]        |
| 2002 | Eight Legged Freaks                 | Ashley Parker                        | Ellory Elkayem                       | [ 17 ]        |
| 2003 | Lost in Translation                 | Charlotte                            | Sofia Coppola                        | [ 18 ]        |
| 2003 | Girl with a Pearl Earring           | Griet                                | Peter Webber                         | [ 19 ]        |
| 2004 | The Perfect Score                   | Francesca Curtis                     | Brian Robbins                        | [ 20 ]        |
| 2004 | A Love Song for Bobby Long          | Pursy Will                           | Shainee Gabel                        | [ 21 ]        |
| 2004 | A Good Woman                        | Meg Windermere                       | Mike Barker                          | [ 22 ]        |
| 2004 | The SpongeBob SquarePants Movie     | Princesa Mindy                       | Stephen Hillenburg                   | [ 23 ]        |
| 2004 | In Good Company                     | Alex Foreman                         | Paul Weitz                           | [ 24 ]        |
| 2005 | Match Point                         | Nola Rice                            | Woody Allen                          | [ 25 ]        |
| 2005 | A Ilha                              | Jordan Two Delta Sarah Jordan        | Michael Bay                          | [ 26 ]        |
| 2006 | Scoop                               | Sondra Pransky                       | Woody Allen                          | [ 27 ]        |
| 2006 | The Black Dahlia                    | Katherine "Kay" Lake                 | Brian De Palma                       | [ 28 ]        |
| 2006 | The Prestige                        | Olivia Wenscombe                     | Christopher Nolan                    | [ 29 ]        |
| 2007 | The Nanny Diaries                   | Annie Braddock                       | Shari Springer Berman Robert Pulcini | [ 30 ]        |
| 2008 | The Other Boleyn Girl               | Maria Bolena                         | Justin Chadwick                      | [ 31 ]        |
| 2008 | Vicky Cristina Barcelona            | Cristina                             | Woody Allen                          | [ 32 ]        |
| 2008 | The Spirit                          | Silken Floss                         | Frank Miller                         | [ 33 ]        |
| 2009 | He's Just Not That into You         | Anna Marks                           | Ken Kwapis                           | [ 34 ]        |
| 2009 | These Vagabond Shoes                | Diretora e Escritora                 | Ela Mesma                            | [ 35 ] [ 36 ] |
| 2010 | Iron Man 2                          | Natasha Romanoff / Viúva Negra       | Jon Favreau                          | [ 37 ]        |
| 2011 | The Whale                           | Produtora Executiva                  | Suzanne Chisholm e Michael Parfit    | [ 38 ]        |
| 2011 | We Bought a Zoo                     | Kelly Foster                         | Cameron Crowe                        | [ 39 ]        |
| 2012 | Marvel's The Avengers               | Natasha Romanoff / Viúva Negra       | Joss Whedon                          | [ 40 ]        |
| 2012 | Hitchcock                           | Janet Leigh                          | Sacha Gervasi                        | [ 41 ]        |
| 2013 | Don Jon                             | Barbara Sugarman                     | Joseph Gordon-Levitt                 | [ 42 ]        |
| 2013 | Under the Skin                      | Isserley                             | Jonathan Glazer                      | [ 43 ]        |
| 2013 | Her                                 | Samantha                             | Spike Jonze                          | [ 44 ]        |
| 2014 | Captain America: The Winter Soldier | Natasha Romanoff / Viúva Negra       | Irmãos Russo                         | [ 45 ]        |
| 2014 | Chef                                | Molly                                | Jon Favreau                          | [ 46 ]        |
| 2014 | Lucy                                | Lucy                                 | Luc Besson                           | [ 47 ]        |
| 2015 | Avengers: Age of Ultron             | Natasha Romanoff / Viúva Negra       | Joss Whedon                          | [ 48 ]        |
| 2016 | Hail, Caesar!                       | DeeAnna Moran                        | Joel e Ethan Coen                    | [ 49 ]        |
| 2016 | The Jungle Book                     | Kaa                                  | Jon Favreau                          | [ 50 ]        |
| 2016 | Captain America: Civil War          | Natasha Romanoff / Viúva Negra       | Irmãos Russo                         | [ 51 ]        |
| 2016 | Sing                                | Ash                                  | Garth Jennings                       | [ 52 ]        |
| 2017 | Ghost in the Shell                  | Major Mira Killian / Motoko Kusanagi | Rupert Sanders                       | [ 53 ]        |
| 2017 | Rough Night                         | Jessica "Jess" Thayer                | Lucia Aniello                        | [ 54 ]        |
| 2017 | Thor: Ragnarok                      | Natasha Romanoff / Viúva Negra       | Taika Waititi                        | [ 55 ]        |
| 2018 | Isle of Dogs                        | Nutmeg                               | Wes Anderson                         | [ 56 ]        |
| 2018 | Avengers: Infinity War              | Natasha Romanoff / Viúva Negra       | Irmãos Russo                         | [ 57 ]        |
| 2019 | Captain Marvel                      | Natasha Romanoff / Viúva Negra       | Anna Boden Ryan Fleck                |               |
| 2019 | Avengers: Endgame                   | Natasha Romanoff / Viúva Negra       | Irmãos Russo                         | [ 57 ]        |
| 2019 | Marriage Story                      | Nicole Barber                        | Noah Baumbach                        |               |
| 2019 | Jojo Rabbit                         | Rosie Betzler                        | Taika Waititi                        |               |
| 2021 | Black Widow                         | Natasha Romanoff / Viúva Negra       | Cate Shortland                       |               |
| 2021 | Sing 2                              | Ash (voz)                            | Garth Jennings                       | [ 58 ] [ 59 ] |
| 2023 | Asteroid City                       | Midge Campbell / Mercedes Ford       | Wes Anderson                         | [ 60 ]        |
| 2023 | North Star                          | Katherine                            | Kristin Scott Thomas                 | [ 61 ]        |
| 2024 | Fly Me to the Moon                  | Kelly Jones                          | Greg Berlanti                        | [ 62 ]        |
| 2024 | Transformers: O Início              | Elita-1 (voz)                        | Josh Cooley                          | [ 63 ]        |
| 2024 | Sing: Thriller                      | Ash (voz)                            | Garth Jennings                       | [ 64 ]        |
| 2025 | Thunderbolts*                       | Produtora Executiva                  | Jake Schreier                        | [ 65 ]        |
| 2025 | Jurassic World Rebirth              | Zora Bennett                         | Gareth Edwards                       | [ 66 ]        |
| TBA  | Eleanor the Great                   | Diretora                             | Ela Mesma                            | [ 67 ]        |
| TBA  | The Phoenician Scheme               | TBA                                  | Wes Anderson                         | [ 68 ]        |

### Televisão
| Ano                          | Título              | Papel              | Nota(s)         | Ref.                                      |
| ---------------------------- | ------------------- | ------------------ | --------------- | ----------------------------------------- |
| 1995                         | The Client          | Jenna Halliwell    | 1 episódio      | [ 69 ]                                    |
| 2001                         | Anatomy of a Scene  | Ela mesma          | 1 episódio      | [ 70 ]                                    |
| 2004                         | Entourage           | Ela mesma          | 1 episódio      | [ 71 ]                                    |
| 2005, 2006, 2008             | Robot Chicken       | Vários             | 6 episódios     | [ 72 ] [ 73 ] [ 74 ] [ 75 ] [ 76 ] [ 77 ] |
| 2006, 2007, 2010, 2015, 2017 | Saturday Night Live | Ela mesma / Vários | 5 episódios     | [ 78 ] [ 79 ] [ 80 ] [ 81 ] [ 82 ]        |
| 2014                         | HitRecord on TV     | Olivia             | 1 episódio      | [ 83 ]                                    |
| 2021                         | RuPaul's Drag Race  | Ela Mesma          | Jurada Especial |                                           |

## Teatro
| Ano  | Título                 | Papel     | Local                   | Ref.   |
| ---- | ---------------------- | --------- | ----------------------- | ------ |
| 2010 | A View from the Bridge | Catherine | Cort Theatre            | [ 84 ] |
| 2013 | Cat on a Hot Tin Roof  | Margaret  | Richard Rodgers Theatre | [ 85 ] |